# 科帕堡啤酒廠

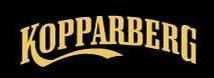
科帕堡啤酒廠的標誌

科帕堡啤酒廠（Kopparbergs Bryggeri）是瑞典規模最大的啤酒廠，也是一家蘋果酒生產企業。
科帕堡啤酒廠是一家上市企業，在1988年至1993年期間曾由瑞士企業所有。2003年之後，科帕堡啤酒廠開始大規模進出英國市場。2006年之後更開始在英國全國銷售自公司商品。此外，科帕堡啤酒廠的產品在西班牙等國也有銷售。

## 外部連結
- http://www.kopparbergs.se/ （页面存档备份，存于）